# اینیلی
اینیلی (به لاتین: İnili) یک منطقه مسکونی در جمهوری آذربایجان است که در شهرستان جلیل‌آباد واقع شده‌است. اینیلی ۵۹۵ نفر جمعیت دارد.